# القطفة (عبس)

تعديل مصدري - تعديل

القطفة هي إحدى قرى عزلة بني ثواب بمديرية عبس التابعة لمحافظة حجة، بلغ تعداد سكانها 194 نسمة حسب تعداد اليمن لعام 2004.